# Cardinale Cornaro benedice la prima pietra della basilica di Sant'Alessandro in Colonna
Il Cardinale Cornaro benedice la prima pietra della basilica di Sant'Alessandro è un dipinto olio su tela, realizzato da Enea Salmeggia nel 1622 e conservato sulla parete destra della cappella dedicata a santa Grata della basilica di Sant'Alessandro in Colonna di Bergamo. La basilica fu edificata sul luogo del martirio del santo titolare.

## Storia e descrizione
(Francesco Tassi - Vite de' pittori, scultori e architetti bergamaschi)
Nel 1621 i rettori della basilica alessandrina, edificata sul luogo del martirio di san Alessandro di Bergamo, indissero un concorso per la realizzazione del grande dipinto Martirio di sant'Alessandro invitando i tre artisti che nei primi anni del Seicento erano i più attivi e importanti della città orobica: Francesco Zucco realizzò il dipinto Santa Grata presenta a san Lupo i fiori nati dal sangue di sant'Alessandro, Gian Paolo Cavagna il Miracolo dei fiori nati dal sangue di sant'Alessandro e Enea Salmeggia il quadro raffigurante la posa della prima pietra da parte del cardinale Cornaro. Il concorso fu vinto dal Salmeggia che realizzò quindi la grande pala posta nel coro semicircolare, ma i tre dipinti furono uniti nella cappella dedicata a santa Grata di Bergamo, conosciuta anche come la cappella della gara. I tre dipinti furono liquidati ai pittori come indicato nei registri conservati nell'archivio parrocchiale: L. 210 allo Zucco, scudi 46 al Cavagna, e 30 giugno 1622, 30 scudi al Salmeggia.
I tre artisti erano nei primi anni del Seicento quanto di meglio poteva offrire la pittura di Bergamo, artisti che seguivano le orme del rinascimento veneziano, e del manierismo, eseguendo quanto artisticamente indicato dalla controriforma.
Il dipinto risulta essere firmato e datato «AENEAS SALMETIA|F. MDCXXI», e non racconta un fatto veramente accaduto, santa Grata, colei che ha raccolto la testa decapitata del santo, non poteva certo essere presente alla posa della prima pietra della basilica da parte del cardinale Cordero, ma vuole essere un racconto devozionale, che il Salmeggia propone con grande chiarezza espositiva, opera che doveva integrare l'esigenza decorativa con necessità parenetiche dalla richiesta chiarezza espressiva, e il Salmeggia con questo saggio ben risponde con un'ottima soluzione di linguaggio immediato, dove la santa in primo piano sul lato destro, comunica con i fedeli. Questa indossa abiti regali ed è il perno di tutta l'opera che pare girare intorno a lei, e al manto che l'avvolge. Il rosso e l'oro delle sue vesti sono il contrasto luminoso di tutta l'opera che si sviluppa nei caldi colori dei marroni e dei grigi; solo il cardinale Cornaro indossa una veste rossa, sotto la tunica bianca, ma anche questa non risalta nel confronto con gli abiti sontuosi di santa Grata. Il cardinale Cornaro, fu probabilmente dipinto nelle sue reali sembianze essendo in quel tempo vescovo di Bergamo dal 1623 al 1626.
Nel 1975 l'opera fu restaura da Antonio Quarti di Bergamo.